# Shogo Nonomura
Kohei Kameyama (Chiba, Japón, 1993) es un gimnasta artístico japonés, subcampeón del mundo en 2014 en el concurso por equipos.

## Carrera deportiva
En el Mundial de Nanning 2014 ayuda a sus compañeros a conseguir la plata; Japón queda por detrás de China y por delante de Estados Unidos. Los otros seis componentes del equipo japonés fueron: Ryohei Kato, Kohei Kameyama, Kenzo Shirai, Yusuke Tanaka, Kōhei Uchimura y Kazuyuki Takeda.